# Province de Naryn
Pour les articles homonymes, voir Naryn.
La province de Naryn (en kirghize : Нарын областы, Naryn oblasty) est une des 7 provinces de la République du Kirghizistan, en Asie centrale. Sa capitale administrative est la ville de Naryn.
La province porte le nom de sa ville principale et du cours d'eau qui l'arrose, la rivière Naryn, un affluent du Syr-Daria.

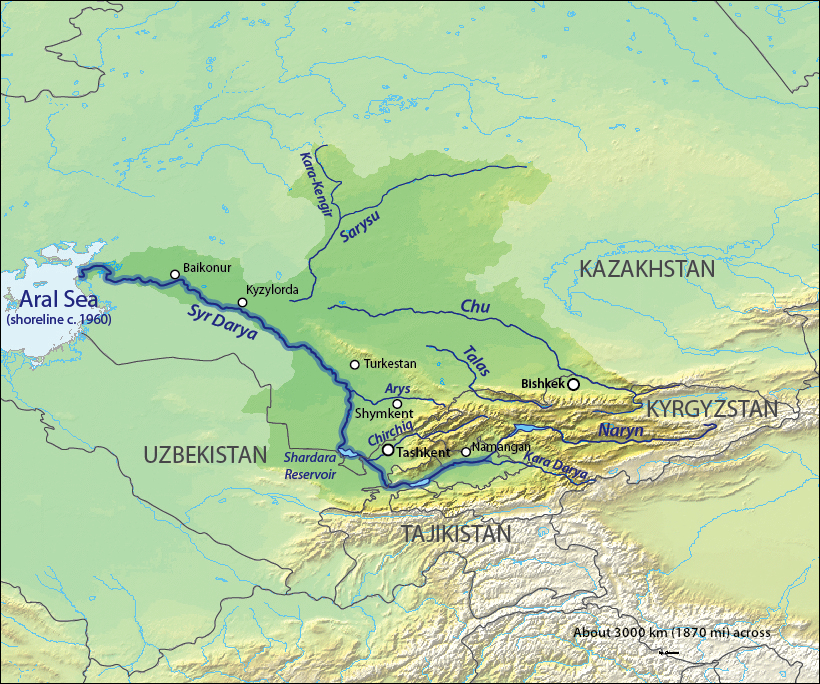
Vallée de Syr Darya

## Géographie

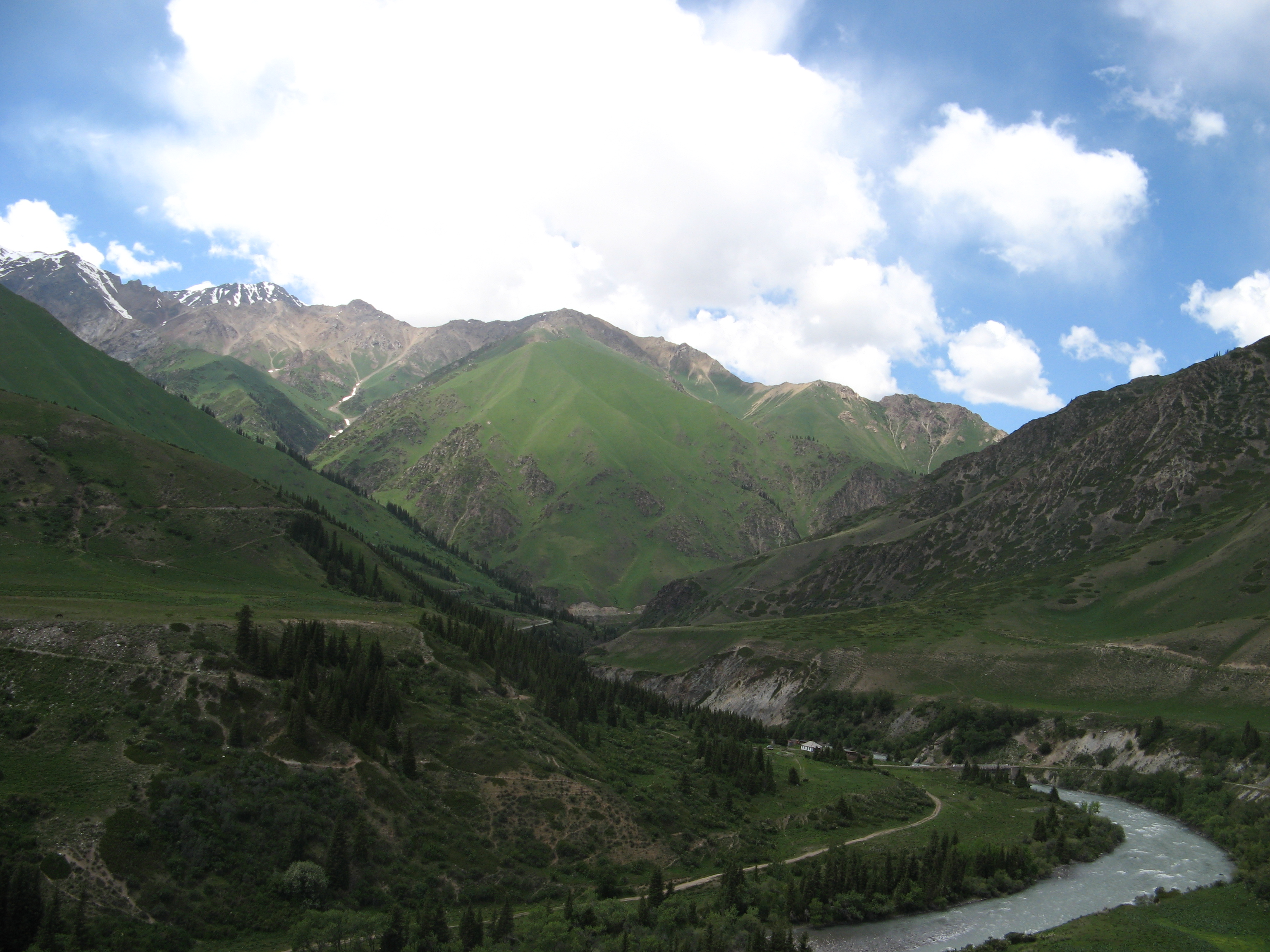
Paysage montagneux

La province de Naryn occupe une position centrale au Kirghizistan et couvre 45 200 km2. Elle est bordée au nord par la province de Tchouï, à l'est par la province d'Yssyk-Köl, au sud par la Chine et à l'ouest par les provinces d'Och et de Jalal-Abad.
La province de Naryn compte près de 270 000 habitants. La densité de population est de 6 habitants par km2, soit la plus faible du pays — la moyenne nationale est de 25 hab/km2. Naryn a le taux de natalité le plus élevé du pays. 
La région de Naryn se compose essentiellement de hautes montagnes et de plateaux, le plus souvent, de plus de 2 000 m d'altitude. Au nord, se trouve la montagne Songköl, et le Yssykköl, le deuxième lac du pays. Le fleuve Naryn traverse le territoire d'est en ouest.

## Divisions

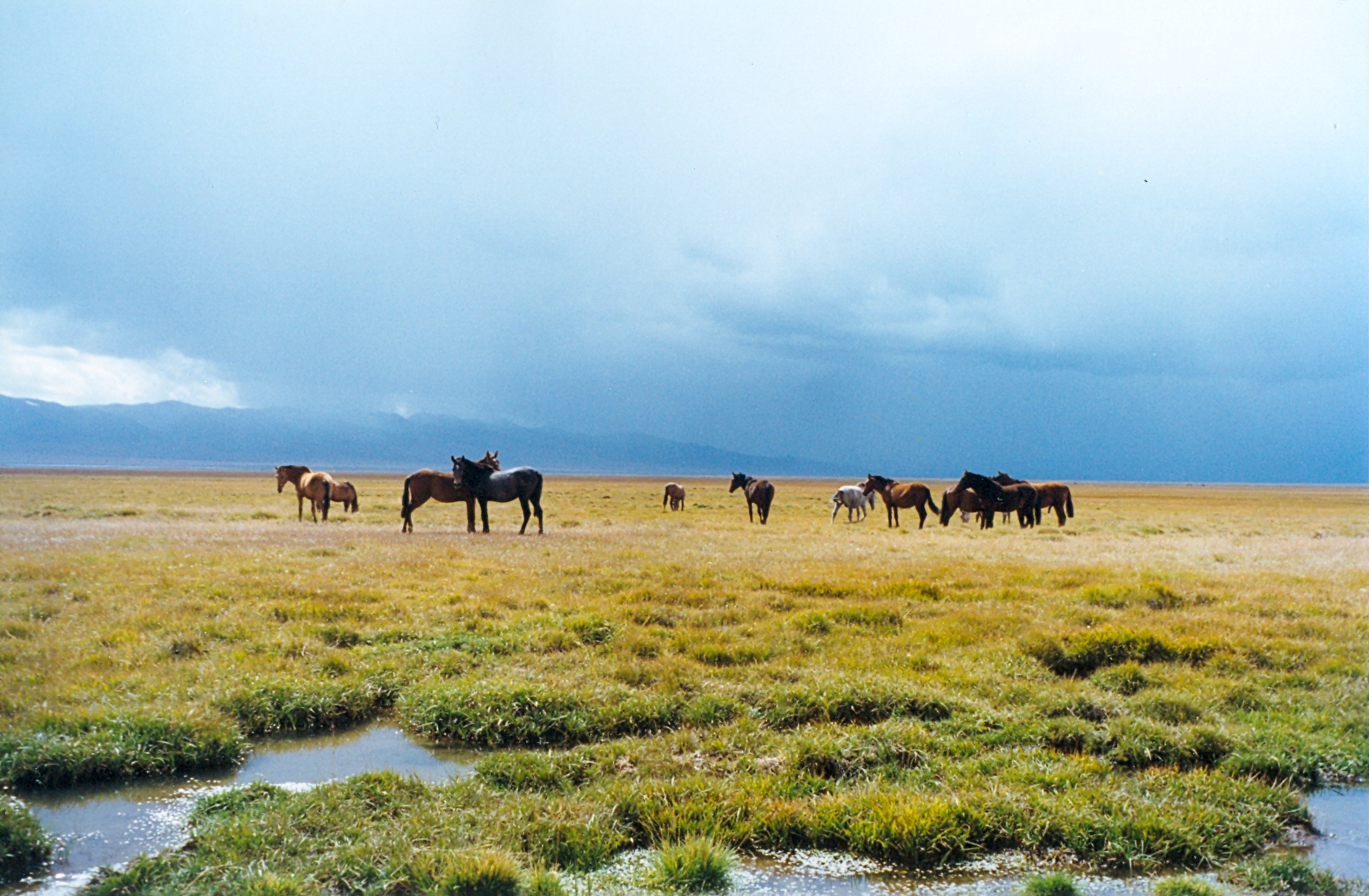
Les chevaux paissant près du Son-Koul

La province compte cinq districts:
- Ak-Talaa
- At-Bachy
- Jumgal
- Kotchkor
- Naryn

## Transport
En raison de sa situation défavorable, le territoire est plutôt mal desservi. La seule grande route vient de Bichkek et passe par la capitale de la province. Au sud, elle atteint 3 752 m d'altitude pour franchir la frontière chinoise au col de Torougart. La route est peu fréquentée et en hiver la section est fermée.

## Dirigeants
| Nom                         | de               | à                |
| --------------------------- | ---------------- | ---------------- |
| Kemel Ashiraliev            | 1992             | 1993             |
| Bolotbek Beishenbek         | 1993             | Septembre 1996   |
| Emilbek Uzakbaev            | 1996             | Décembre 1998    |
| Askar Salymbekov            | 31 décembre 1999 | 14 janvier 2005  |
| Shamshybek Medetbekov       | 19 janvier 2005  | Avril 2005       |
| Jyrgalbek Azylov (intérim)  | 13 avril 2005    | 27 juillet 2007  |
| Azhybek Kasmaliev           | 27 juillet 2007  | 11 janvier 2008  |
| Omurbek Suvanaliev          | 11 janvier 2008  | Novembre 2009    |
| Tynchtykbek Chekiev         | Novembre 2009    | 9 mars 2010      |
| Almazbek Akmataliev         | 9 mars 2010      | 7 avril 2010     |
| Adylbek Esenbekov (intérim) | 16 avril 2010    | 10 juillet 2010  |
| Turdubek Mambetov           | 10 juillet 2010  | 15 février 2011  |
| Kanatbek Muratbekov         | 15 février 2011  | 3 décembre 2013  |
| Amanbai Kaipov              | 3 décembre 2013  | 6 septembre 2019 |
| Emilbek Alymkulov           | 6 septembre 2019 | 6 octobre 2020   |
| Sabyrkul Ashimbaev          | 19 octobre 2020  | actuel           |